# Partito Socialdemocratico d'America

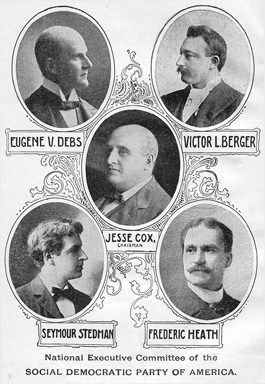
Il Comitato Esecutivo Nazionale del Partito Socialdemocratico degli Stati Uniti, 1900

Il Partito Socialdemocratico d'America (in inglese: Social Democratic Party of America - SDP) è stato un partito politico attivo negli Stati Uniti dal 1898 al 1901.

## Storia
Fondato a Chicago l'11 giugno 1898, il partito si presentò alle elezioni presidenziali del 1900 candidando Eugene Debs, membro del Comitato Esecutivo Nazionale, che ottenne oltre 87.000 voti.
Nel 1901 il Partito Socialdemocratico si unì ad alcuni membri del Socialist Labor Party of America, portando alla nascita del Partito Socialista d'America.
| Controllo di autorità | VIAF (EN) 262151955 · LCCN (EN) n85290178 · J9U (EN, HE) 987007445773005171 |